# Joseph Jongen
Marie Alphonse Nicolas Joseph Jongen (Lieja, (Valonia), 14 de desembre, 1873 - Sart-lez-Spa (prov. de Lieja), 12 de juliol, 1953) va ser un organista, compositor i pedagog musical belga.

## Biografia
Jongen va néixer a Lieja, on els seus pares s'havien traslladat des de Flandes. Amb la força d'una sorprenent precocitat per a la música, va ser admès al Conservatori Reial de Lieja a l'edat extraordinàriament jove de set anys, i hi va passar els següents setze anys. Jongen va guanyar un Primer Premi de Fuga el 1895, un diploma d'honor de piano l'any següent i un altre d'orgue el 1896. El 1897 va guanyar el Premi de Roma de Bèlgica, que li va permetre viatjar a Itàlia, Alemanya i França.
Va començar a compondre als 13 anys i de seguida va mostrar un talent excepcional també en aquest camp. Quan va publicar el seu Opus 1, ja tenia desenes d'obres al seu crèdit. El seu monumental i massiu First String Quartet va ser compost l'any 1894 i va ser presentat al concurs anual de belles arts celebrat per la Reial Acadèmia de Bèlgica, on va rebre el premi màxim del jurat.
El 1902 va tornar a la seva terra natal i l'any següent va ser nomenat professor d'harmonia i contrapunt al seu antic col·legi de Lieja. Amb l'esclat de la Primera Guerra Mundial, ell i la seva família es van traslladar a Anglaterra, on va fundar un quartet de piano. Quan va tornar la pau, va tornar a Bèlgica i va ser nomenat professor de fuga al Conservatori Reial de Brussel·les. Des del 1925 fins al 1939 va exercir de director d'aquesta institució; el va succeir el seu germà Léon Jongen. Catorze anys després de deixar la direcció, Joseph Jongen va morir a Sart-lez-Spa, Bèlgica.

## Composicions
Des de la seva adolescència fins als setanta, Jongen va compondre una gran quantitat, incloent simfonies, concerts (per a violoncel, per a piano i per a arpa), música de cambra (sobretot un trio de corda tardà i tres quartets de corda) i cançons, algunes amb piano, altres amb orquestra. (La seva llista de números d'opus va arribar finalment als 241, però va destruir moltes peces.) Avui dia, l'única part de la seva obra interpretada amb alguna regularitat és la seva producció per a orgue, gran part en solitari, algunes en combinació amb altres instruments.
La seva monumental Simfonia Concertante de 1926 és un tour de force, considerada per molts com una de les obres més grans mai escrites per a orgue i orquestra. Nombrosos organistes eminents dels temps moderns (com Virgil Fox, Alexander Frey, Jean Guillou, Michael Murray, Diane Meredith Belcher i Olivier Latry) l'han defensat i gravat. L'obra va ser encarregada per Rodman Wanamaker per debutar a la Gran Cort dels seus grans magatzems de Filadèlfia, "Wanamakers". El seu ús previst era per a la re-dedicació de l'orgue de tubs més gran del món, l'Orgue Wanamaker, com a part d'una sèrie de concerts que Rodman Wanamaker va finançar amb Leopold Stokowski i l'Orquestra de Filadèlfia. La mort de Wanamaker el 1928 va impedir la interpretació de l'obra en aquell moment al lloc per al qual va ser escrita, però finalment es va interpretar per primera vegada amb l'Orgue Wanamaker i l'Orquestra de Filadèlfia el 27 de setembre de 2008.
El 1945, Jongen va compondre la Missa, op. 130, per a cor, metall i orgue, en memòria del seu germà Alphonse.

## Honors
- 1919: Oficial de l'Ordre de Leopold.[2]
- 1932: Comandant de l'Ordre de Leopold.[3]
- 1934: Gran Oficial de l'Ordre de Leopold II.[4]
- Membre de la Reial Acadèmia de Ciències, Lletres i Belles Arts de Bèlgica